# Deense strijdkrachten
De Deense strijdkrachten zijn de krijgsmacht van het Koninkrijk Denemarken, bestaande uit Denemarken, Groenland en de Faeröer. In Denemarken wordt ze Forsvaret genoemd; Deens voor defensie. De krijgsmacht bestaat uit een landmacht, marine, luchtmacht en ook een burgerwacht. Die laatste werd na de bezetting door Duitsland tijdens de Tweede Wereldoorlog opgericht om het eigen grondgebied te verdedigen en bestaat uit onbetaalde vrijwilligers.
Koning Frederik X van Denemarken is de jure opperbevelhebber van de strijdkrachten. In de praktijk worden de strijdkrachten geleid door het Ministerie van Defensie. 

## Geschiedenis
De moderne geschiedenis van de Deense krijgsmacht begint op 21 maart 1848, toen benoemde Frederik VII A.F. Tscherning als eerste minister van Oorlog. Op 6 april 1948 volgde de benoeming van C.C. Zarthmann als eerste minister van de Marine.
Vanaf 1905 vielen het Ministerie van Oorlog en Marine onder het Ministerie van Defensie. Het hoofd van het laatste ministerie was in principe altijd een burger. De twee onderdelen bleven bestaan met een militair in de top. In 1950 werden de twee onderdelen samengevoegd in een Ministerie van Defensie.
In 1949 maakte Denemarken een eind aan de neutraliteitspolitiek. Denemarken was niet betrokken bij de Eerste Wereldoorlog. In de Tweede Wereldoorlog (onder koning Christiaan X) trachtte Denemarken neutraal te blijven. Het sloot een niet-aanvalsverdrag met nazi-Duitsland, maar het Duitse leger viel toch binnen (Operatie Weserübung) in de ochtend van 9 april 1940. In 1949 sloot Denemarken zich aan bij de Noord-Atlantische Verdragsorganisatie (NAVO).
Na het einde van de Koude Oorlog richt de Deense defensie zich niet langer alleen op territoriale verdediging, maar neemt ook deel aan internationale operaties. Denemarken is een van de grootste deelnemers aan internationale vredesoperaties en NAVO-operaties per hoofd van de bevolking. Zo nam het deel aan IFOR, KFOR, SNMG1 en de bombardementen tegen IS in Irak.
Sinds 1988 wordt het defensiebeleid bepaald aan de hand van vierjarige politieke akkoorden. In het akkoord van 2005–2009 waren grondige hervormingen voorzien. Het aandeel gevechtscapaciteit werd verhoogd van 40 tot 60% tegenover de ondersteunende diensten, en de dienstplicht werd ingekort. Ook staat nu een brigade gereed voor onmiddellijke uitzending. Verder werden onder meer een groot aantal tanks, een aantal gevechtsvliegtuigen en alle onderzeeërs uit dienst gehaald. In het akkoord van 2010–2014 werden die aantallen nog verder verlaagd, evenals het aantal manschappen, maar er werd wel een flinke investering in materieel voorzien. In het akkoord van 2013–2017 werd opnieuw bespaard.
Na de Russische inval in Oekraïne is het beleid gedraaid. In maart 2024 maakte het ministerie grote investeringsplannen bekend en ook een uitbreiding van de dienstplicht. Tussen 2024 en 2028 zal DKK 40,5 miljard (ca. 5,4 miljard euro) extra worden besteed aan nieuw materieel en steun aan Oekraïne. De dienstplicht wordt herzien en de regering wil 5000 dienstplichtigen per jaar extra oproepen. Alle dienstplichtigen krijgen vijf maanden basistraining en worden vervolgens nog eens zes maanden geplaatst bij de diverse eenheden. Er wordt verder geen verschil meer gemaakt tussen mannen en vrouwen. De Deense 1e brigade krijgt meer tanks en pantservoertuigen zodat de hele eenheid binnen NAVO verband kan worden ingezet.

## Onderdelen
| Embleem | Onderdeel                                   | Oprichting | Actieve manschappen |
| ------- | ------------------------------------------- | ---------- | ------------------- |
|         | Koninklijke Deense landmacht (Hæren)        | 1614       | ~12.000             |
|         | Koninklijke Deense marine (Søværnet)        | 1510       | ~3000               |
|         | Koninklijke Deense luchtmacht (Flyvevåbnet) | 1950       | ~3600               |
|         | Deense burgerwacht (Hjemmeværnet)           | 1949       | ~17.000             |

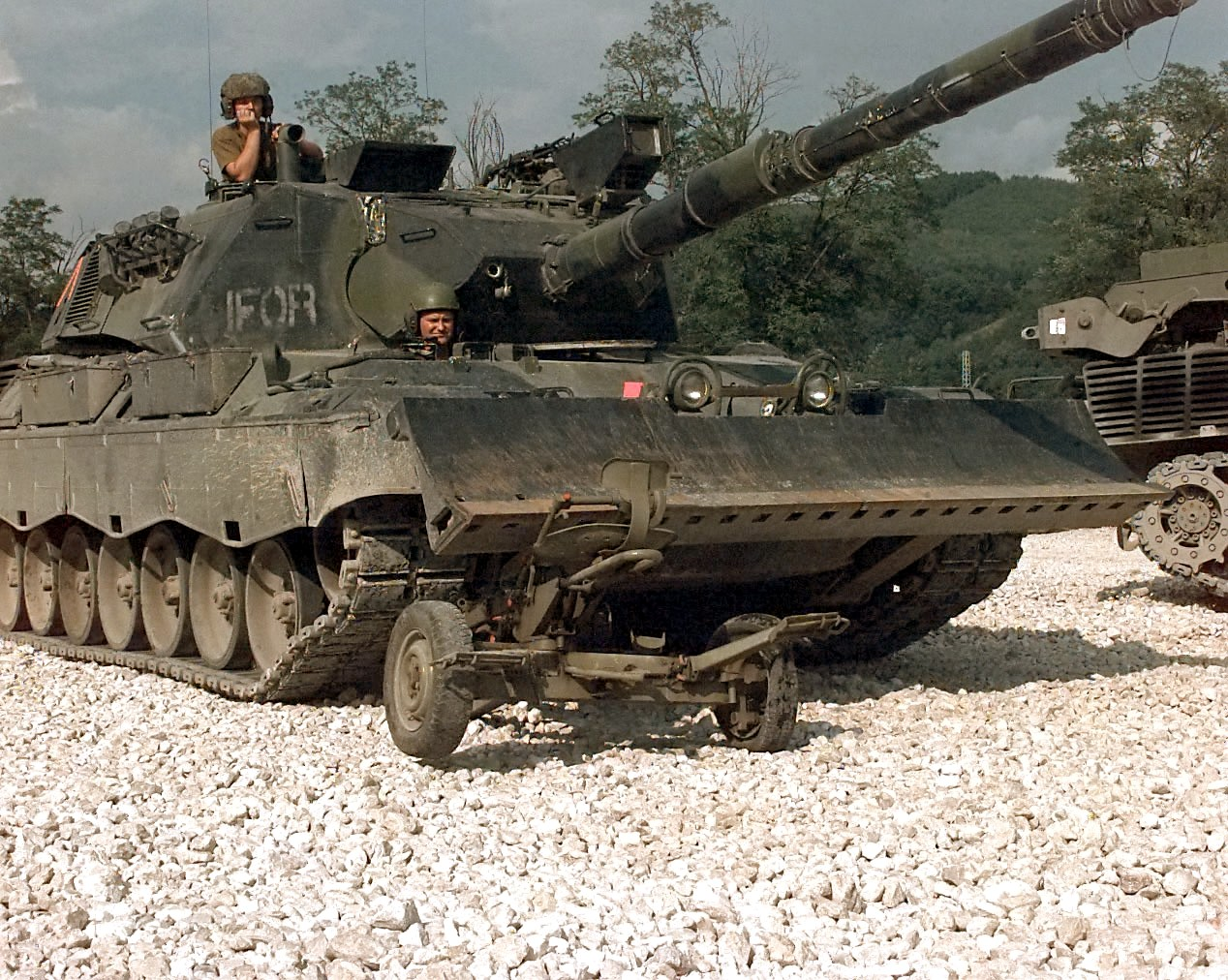
Een Deense Leopard 1-tank bij IFOR in Bosnië-Herzegovina.
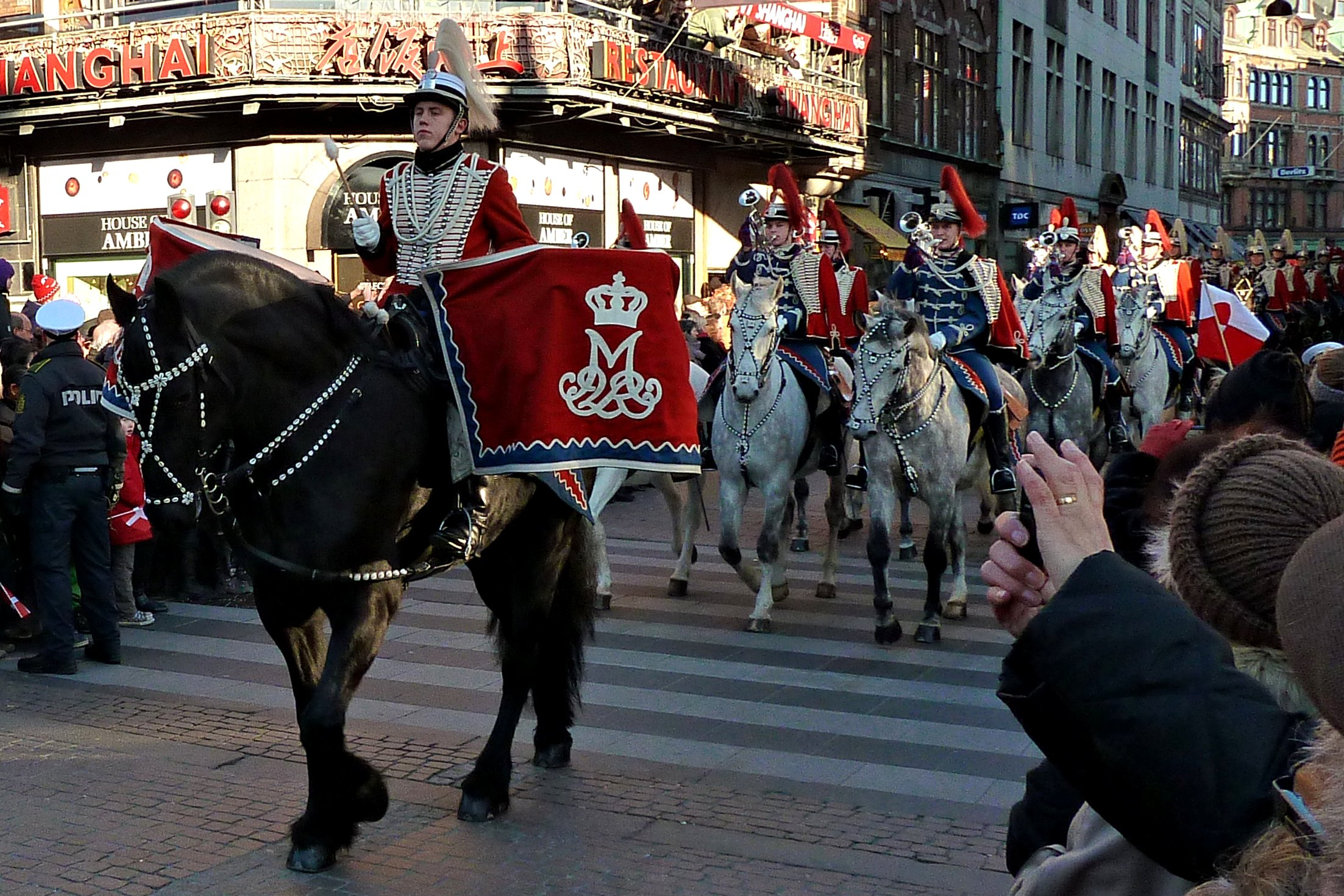
Huzaren van de koninklijke garde.
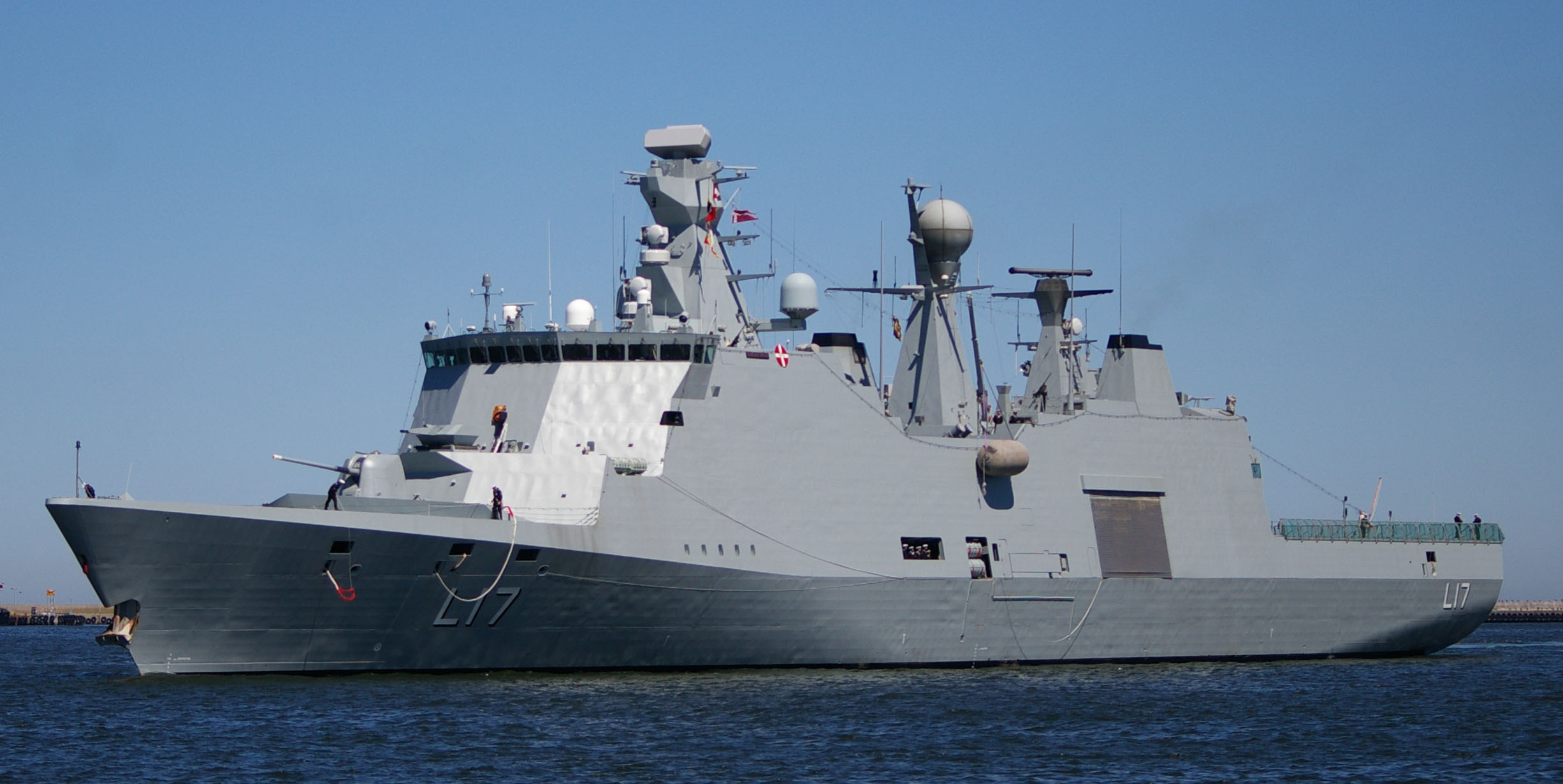
Het Deense ondersteuningsschip HDMS Esbern Snare.
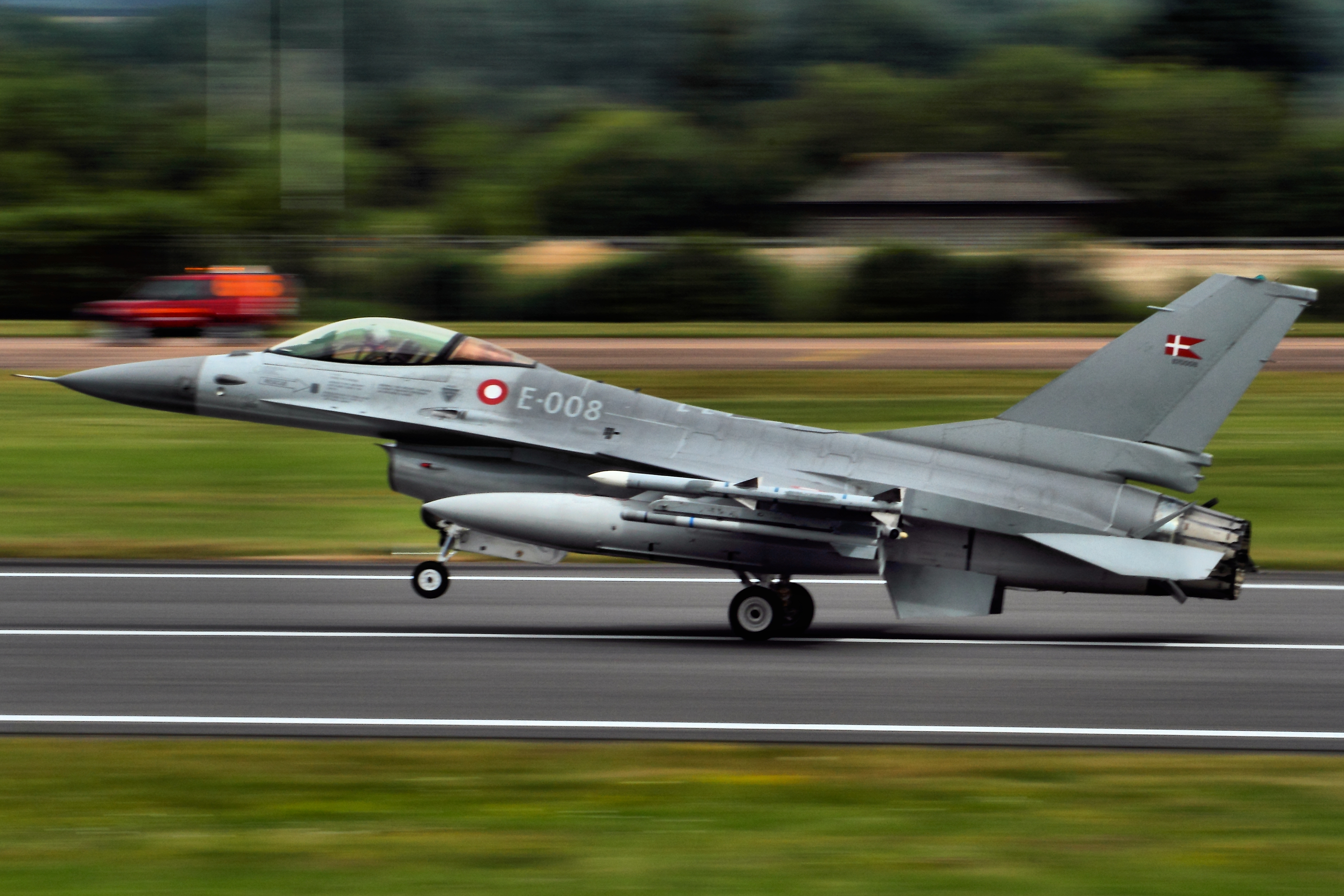
Een F-16 van de Deense luchtmacht.
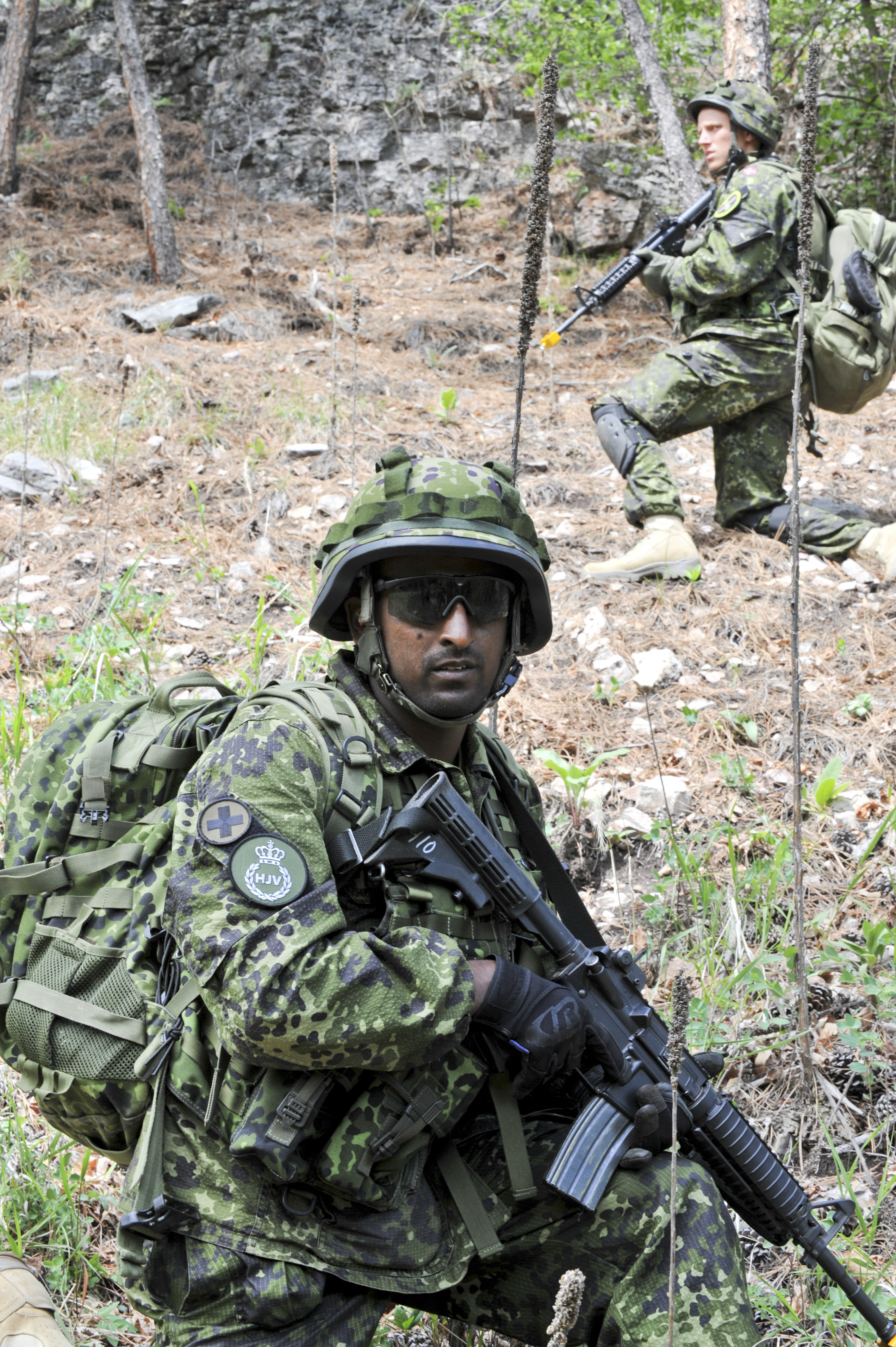
Manschappen van de burgerwacht op oefening in de VS.